# Vilhelm Adolf Secher
Vilhelm Adolf Secher, född den 17 augusti 1851 i Store Brøndum vid Aalborg, död den 8 september 1918 i Hellerup, var en dansk rättshistoriker och arkivman. 
Secher blev 1876 juris kandidat och tog 1885 doktorsgraden. År 1875 fick han anställning i arkivtjänst, blev 1889 arkivsekreterare i Rigsarkivet och var 1892–1897 provinsarkivarie för Själland, men sedan "herredsfoged" på Lolland. Åren 1903–1915 var han riksarkivarie. Han var ledamot av Vitterhets-, historie- och antikvitetsakademien (från 1909) och Vetenskaps- och vitterhetssamhället i Göteborg (från 1912). Secher utgav Kongens Retterthings Domme 1595–1614 (2 band, 1881–1886), Corpus constitutionum Daniæ. Forordninger, Recesser og andre kongelige Breve 1588–1660 (6 band, 1887–1918), Forarbejderne til kong Christian V:s Lov (2 band, 1891–1894) och denna lag med påvisning av källorna (1891; 2:a upplagan 1910).

## Utmärkelser
- Dannebrogsmännens hederstecken,  1908[2]
- Kommendör av Dannebrogorden,  1910[2]

[Redigera Wikidata]